# Finella jacksonensis
Finella jacksonensis is een slakkensoort uit de familie van de Scaliolidae. De wetenschappelijke naam van de soort is voor het eerst geldig gepubliceerd in 1950 door Laseron.